# Brenthus
Brenthus är ett släkte av skalbaggar. Brenthus ingår i familjen Brentidae.

## Dottertaxa tillBrenthus, i alfabetisk ordning[1]
- Brenthus abruptus
- Brenthus acuminatus
- Brenthus acutipennis
- Brenthus anchora
- Brenthus anchorago
- Brenthus angustatus
- Brenthus approximatus
- Brenthus atratus
- Brenthus bicalcaratus
- Brenthus bicolor
- Brenthus bidentatus
- Brenthus brunneus
- Brenthus capulus
- Brenthus caudatus
- Brenthus chevrolatii
- Brenthus clavipes
- Brenthus collaris
- Brenthus compressipes
- Brenthus coronatus
- Brenthus decollatus
- Brenthus deplanatus
- Brenthus difficilis
- Brenthus diversus
- Brenthus doello-juradoi
- Brenthus encaustus
- Brenthus famulus
- Brenthus fasciatus
- Brenthus filicornis
- Brenthus gracilis
- Brenthus guttifer
- Brenthus hollandiae
- Brenthus holosericeofasciatus
- Brenthus interruptolineatus
- Brenthus lineatus
- Brenthus lineicollis
- Brenthus madagascariensis
- Brenthus mandibularis
- Brenthus metallicus
- Brenthus mexicanus
- Brenthus monilicornis
- Brenthus nanus
- Brenthus nasalis
- Brenthus nasica
- Brenthus nigritus
- Brenthus notatus
- Brenthus novaguineensis
- Brenthus picicornis
- Brenthus planicaudatus
- Brenthus planicollis
- Brenthus plumirostris
- Brenthus pugionatus
- Brenthus pumilus
- Brenthus punctulatus
- Brenthus pyctes
- Brenthus reichei
- Brenthus ruber
- Brenthus rufiventris
- Brenthus saltensis
- Brenthus semipunctatus
- Brenthus sesquistriatus
- Brenthus signatus
- Brenthus soukupi
- Brenthus speciosus
- Brenthus sublaevis
- Brenthus sulcirostris
- Brenthus suratus
- Brenthus tarsatus
- Brenthus truncatus
- Brenthus turbatus
- Brenthus volubilis
- Brenthus vulneratus